# Julia Mitrici
Julia Mitrici (* 19. Juli 1982 in Rathenow) ist eine deutsche Schauspielerin.

## Leben
Julia Mitrici studierte an der Schauspielschule Charlottenburg in Berlin. Im Jahr 2006 stand sie das erste Mal in der ZDF-Serie Der Kriminalist vor der Kamera. Außerdem war sie in Filmen wie Pink – Zwischen drei Männern (2009) und Das Leben ist zu lang (2010) zu sehen.
In der Fernsehserie Sturm der Liebe spielte Mitrici von Mai bis November 2011 die Rolle der Sibylle Prinzessin von Liechtenberg.
Mitrici lebt im brandenburgischen Premnitz.

## Filmografie
- 2006: Der Kriminalist (Fernsehserie)
- 2006–2008: Die Dreisten Drei (Fernsehserie)
- 2007: Die Helden aus der Nachbarschaft (Fernsehserie)
- 2008: Mia und der Millionär (Fernsehserie)
- 2009: Pink – Zwischen drei Männern
- 2010: Das Leben ist zu lang
- 2010: MEK 8 (Fernsehserie)
- 2011: Sturm der Liebe (Fernsehserie)